# Gernot Brandt
Gernot Brandt (* 1935) ist ein deutscher Gebrauchsgrafiker und Fotografiker und war evangelisch-freikirchlicher Pastor.

## Leben
Brandt absolvierte eine Lehre als Positivretuscheur. Er bildete sich autodidaktisch zum Gebrauchsgrafiker weiter und arbeitete freiberuflich in Berlin. Bedeutung erlangte er in der DDR als Plakatgestalter. Dort schuf er unter anderem von 1962 bis 1988 über 60 Filmplakate für den Progress-Filmverleih sowie einige weitere Plakate zu kulturellen und politischen Themen.
Brandt wurde in den Verband Bildender Künstler der DDR (VBK) aufgenommen, dem er dann bis 1990 angehörte. Dort war er Mitglied der Berliner Arbeitsgruppe Fotografik.
Als Mitglied der Siebenten-Tags-Adventisten hatte Brandt in den 1980er Jahren einen christlichen Hauskreis gegründet. Seine Bemühungen, daraus eine evangelische Gemeinde zu gründen, scheiterten am staatlichen Widerstand, da die Mitglieder vom Ministerium für Staatssicherheit beobachtet wurden.
Kurz nach der deutschen Wiedervereinigung stellte er den Antrag erneut und hatte dieses Mal Erfolg, sodass die evangelisch freikirchliche Christus-Gemeinde Berlin in Berlin-Hohenschönhausen als Eingetragener Verein anerkannt wurde. Brandt selbst wirkte als Pastor in dieser Gemeinde, die als eine der ersten neuen freikirchlichen charismatischen Gemeinden in den neuen Bundesländern galt. Kurz drauf zog er nach Altlandsberg und lebt derzeit in Strasburg.
Auch Brandts Tochter Kathrin Douglass ist als evangelische Pfarrerin tätig.

## Werke (Auswahl)
Brandt erlangte besonders Bekanntheit durch die von ihm entworfenen Filmplakate. Dazu zählen beispielsweise die Plakate zu Nebelnacht (1968),Leben mit Uwe (1973),Achillesferse (1978), Das Kuckucksei (1983) und Der Hut des Brigadiers (1985).
Hinzu kommt die Illustration des Buchs Das Leben und die Lehren Jesu nacherzählt und für die biblische Unterweisung bearbeitet von Manfred Böttcher. (Union Verlag Berlin, 1964; Hrsg.: Gemeinschaft der Siebenten-Tags-Adventisten).
Seine Fotografiken und Gebrauchsgrafiken waren in den 1970er und 1980 rund um Berlin in Ausstellungen wie der Bezirkskunstausstellung Berlin (1976, 1978, 1982 und 1986) oder der Kunstausstellung der DDR (1987/1988, Dresden) zu sehen.